# Dream Scenario
Dream Scenario es una película de comedia surrealista estadounidense de 2023 escrita y dirigida por Kristoffer Borgli. Es protagonizada por Nicolas Cage, Julianne Nicholson, Michael Cera, Tim Meadows, Dylan Gelula y Dylan Baker. La película está producida por Ari Aster y Lars Knudsen a través de Square Peg, junto a Cage, Jacob Jaffke y Tyler Campellone. Su trama sigue a un desafortunado profesor que se convierte en una celebridad de la noche a la mañana después de aparecer en los sueños de todos.
Dream Scenario fue estrenada en el Festival Internacional de Cine de Toronto el 9 de septiembre de 2023 y A24 la estrenó el 10 de noviembre de 2023.

## Sinopsis
Paul Matthews, un profesor tonto que nunca logró nada, se convierte en una celebridad de la noche a la mañana después de aparecer en los sueños de todos.

## Reparto
- Nicolas Cage como Paul Matthews[2]
- Julianne Nicholson  como Janet Matthews
- Tim Meadows como Brett
- Dylan Gelula como Molly
- Michael Cera como Trent
- Dylan Baker como Richard
- Kate Berlant como Mary
- Lily Bird como Sophie Matthews
- Jessica Clement como Hannah Matthews
- David Klein como Andy
- Cara Volchoff como Candice
- Nicholas Braun como Brian Berg
- Noah Centineo como Dylan
- Amber Midthunder como Haley

## Producción
En agosto de 2022, A24 anunció Dream Scenario, que fue escrita y dirigida por Kristoffer Borgli. Nicolas Cage, Julianne Nicholson, Michael Cera, Tim Meadows, Kate Berlant, Dylan Baker y Dylan Gelula participaron en la película. Ari Aster, Lars Knudsen y Cage produjeron la película.

### Rodaje
La fotografía principal comenzó en Toronto en octubre de 2022 y finalizó en noviembre.

## Estreno
Dream Scenario se estrenó como película de apertura del programa Platform Prize en el Festival Internacional de Cine de Toronto el 9 de septiembre de 2023. Fue estrenada por A24 el 10 de noviembre de 2023.